# 利奇菲爾德島
利奇菲爾德島（英語：Litchfield Island）是南極洲的島嶼，位於帕默群島的昂韋爾島西南面，處於諾瑟爾角以南0.8公里的亞瑟港，長0.8公里，最高點海拔高度50米，現時由南極條約體系管理。
64°46′S 64°06′W / 64.767°S 64.100°W